# Anpassungsfähigkeit
Als Anpassungsfähigkeit, auch Adaptivität, Adaptabilität oder Flexibilität, wird die Fähigkeit eines Lebewesens oder einer Gesellschaft zur Veränderung oder Selbstorganisation bezeichnet, dank der auf gewandelte äußere Umstände im Sinne einer veränderten Wechselwirkung zwischen (kollektiven) Akteuren untereinander (Assimilation) oder ihrer Umgebung gegenüber reagiert werden kann.
Es ist die Fähigkeit, sich auf geänderte Anforderungen und Gegebenheiten einer Umwelt einzustellen. Sie weist auf eine umstellungsfähige und wenig festgefahrene Bindungs- und Verhaltensstruktur hin (Opportunismus). Das Potenzial der Flexibilität liegt begründet in der Erweiterung des Aktionsraums, der die möglichen Handlungsalternativen in einer Entscheidungssituation umfasst, sowie in der Reduzierung der benötigten Zeit, einzelne Strategien und Aktionen umzusetzen und durchzuführen. Der Begriffskomplex ist eng mit dem Begriff „Lernen“ verwandt. Bei einfachen Verhaltensverstärkungen spricht man von Sensitivierung, das Gegenteil ist die Habituation beziehungsweise Gewöhnung. 
In Wirtschaft und Gesellschaft bezeichnet Flexibilität die Fähigkeit eines dynamischen Systems, durch bewusste Handlungen das Verhältnis zu seiner durch Unsicherheit gekennzeichneten Systemumwelt, insbesondere im Hinblick auf die verfolgten Systemziele, reaktiv, aktiv und proaktiv selbständig zu gestalten. Insofern beschreibt sie das Potential, das durch die zur Verfügung stehenden Handlungsspielräume und erreichbare Handlungsgeschwindigkeit charakterisiert ist.
In der Biologie galt evolutionäre Anpassung als davon anzugrenzender Fall, der sich nur auf die „Natur“ als System (Populationen), nicht aber auf Individuen bezieht. Im Kontext der Epigenetik wird über erweiterte Konzepte des selektiven Ablesens der Geninformation nachgedacht. 
Beispiele sind:
- Superkompensation: Anpassung der Kohlenhydratreserven des Organismus als Reaktion auf einen Belastungsreiz
- Anpassung von endogenen Rhythmen (zum Beispiel der Photoperiodik bei Pflanzen) oder der Schlaf-Wach-Perioden (bei Mensch und Tiere) an äußere Zeitgeber
- Akklimatisation: die individuelle physiologische Anpassung eines Organismus an sich verändernde Umweltfaktoren
- Anpassung an die globale Erwärmung von gesellschaftlichen und ökologischen Systemen oder Individuen als Folge des Klimawandels.
- Anpassung in der Medizin als Adaptive Reaktion oder psychologische Kompensation
- Anpassung an Gefühlslagen, Gewohnheitseffekt
- Anpassungen der Sinnesorgane, siehe Adaptation (Auge) und Adaptation (Akustik)
- Anpassung an Stressfaktoren
- Assimilation im soziologischen Sinne
- Assimilation in der Lernpsychologie
- Dynamik der Anpassung im sozialpsychologischen Sinn nach Alexander Mitscherlich.[2]

Untersucht wird die Anpassungsfähigkeit in der Verhaltensbiologie beziehungsweise der experimentellen Psychologie und Soziologie. Anwendung finden Modelle über Anpassungsfähigkeit auch in der Betriebswirtschaft, der Bionik und Adaptronik (Adaptivität von Informationssystemen, Künstliche Intelligenz) und anderen. Ein Bindeglied dabei bildet die Kognitionswissenschaft.